# 僑居國外國民選舉區
僑居國外國民選舉區，簡稱僑區，是中華民國一個1947年設立、2008年廢除的立法委員、監察委員、國民大會代表選舉區。自1991年中華民國國民大會代表選舉、1998年中華民國立法委員選舉開始，本選區採用直接選舉簡單多數制選出8席立法委員、20席國民大會代表、採用間接選舉簡單多數制選出8席監察委員。

## 歷史

### 選舉區範圍變化
| “            | 我國憲法係依據 孫中山先生之遺教而制定，於國民大會外並建立五院，與三權分立制度本難比擬。國民大會代表全國國民行使政權，立法院為國家最高立法機關，監察院為國家最高監察機關，均由人民直接間接選舉之代表或委員所組成。其所分別行使之職權亦為民主國家國會重要之職權。雖其職權行使之方式，如每年定期集會、多數開議、多數決議等，不盡與各民主國家國會相同，但就憲法上之地位及職權之性質而言，應認國民大會、立法院、監察院共同相當於民主國家之國會。 | ” |
| ——大法官會議 | |   |

中華民國46年5月3日，司法院大法官《釋字第76號》裁定，國民大會、立法院、監察院共同相當於中華民國國會。1991年國大代表選舉中，僑居國外國民各選舉區合併為一，選出20位僑區國大代表。此選區到了1992年立委選舉，亦同樣為立法院引入6位僑區的議員。這些民意代表全部都根據《釋字第261號》，在1992年1月1日履新。同年監察院已不再由省、直轄市議會及華僑團體間接選出，監察院不再具有立法機關性質。
1997年7月1日香港主權移交，香港地區不再屬於僑區。
1999年12月20日澳門政權移交，澳門地區不再屬於僑區。
2005年，國大被凍結，本區不再是國大代表選舉區。此選舉區最終在2008年正式取消，與全國不分區選舉區合併為全國不分區及僑居國外國民立法委員選舉區。

## 範圍

### 地理範圍
選舉區涵蓋全部中華民國法定領土以外全球各地。

### 選民範圍
受制於台海現狀，此選舉區的投票權並未遍及在上述領土上所有華僑。
中華民國立委選舉和國大代表選舉時，國外公民在全球其餘各地只要擁有中華民國國籍、年滿20歲、在自由地區設籍繼續居住4個月以上、未受監護宣告，經查屬實便可在此選舉區投票。在大陸地區設有戶籍之人民，根據《臺灣地區與大陸地區人民關係條例》無法獲得中華民國國籍，因此除非歸化，否則無法成為本區選舉人。
本選舉區的監委依監察院《監察委員選舉罷免法》，由附表二所規定之各選舉區內華僑團體分別選舉出。每一選舉區之各華僑團體合併選一人。
監察委員的當選資格，在憲法上也設有明文規定，在《監察委員選舉罷免法》第六條規定：「依法有選舉權，年滿三十五歲者，得被選為監察委員。」同條有一但書：「但僑居國外國民監察委員候選人，並應居住該區內合計三年以上者」

## 席次分配方法
1992年至2008年的僑居國外國民選舉區選制，乃是依附區域選舉區的政黨得票計算出該黨所得席次。